# Raukaua anomalus
Raukaua anomalus là một loài thực vật có hoa trong Họ Cuồng cuồng. Loài này được (Hook.) A.D.Mitch., Frodin & Heads miêu tả khoa học đầu tiên năm 1997.